# RSC Cronenberg
Le RSC Cronenberg (Roll- und Schlittschuh-Club Cronenberg) est une association sportive mixte de la ville de Wuppertal qui propose des activités de rink hockey, patinage artistique sur roulettes ainsi que roller in line hockey.
Le club est né le 7 août 1954 de la scission de l'association omnisports du Cronenberger SC, et comporte une équipe masculine et une équipe féminine qui évoluent en Bundesliga.

## Histoire
- 1954 : Fondation du club
- 1972 : Montée en Bundesliga
- 1980 : Premier titre de Champion d'Allemagne
- 1999 : Premier titre de Champion d'Allemagne pour la section féminine.

## Palmares

### Hommes
- Champion d'Allemagne : 13
  - 1980, 1982, 1984, 1996, 1998, 2001, 2002, 2003, 2005, 2007, 2010, 2011, 2012

- Coupe d'Allemagne : 10
  - 1990, 1992, 1997, 1999, 2001, 2002, 2006, 2008, 2010, 2015

### Femmes
- Championnat d'Allemagne : 11
  - 1999, 2000, 2002, 2003, 2004, 2005, 2007, 2008, 2010, 2011, 2012

- Coupe d'Allemagne : 8
  - 1996, 1997, 2000, 2003, 2005, 2007, 2008, 2010